# Verwaltungsgemeinschaft Auerbach
Die Verwaltungsgemeinschaft Auerbach war eine Verwaltungsgemeinschaft im ehemaligen Landkreis Stollberg im Freistaat Sachsen. Sie war am 1. Januar 2000 gegründet worden.
Die B 180 und die Bahnstrecke Chemnitz-Aue führen nördlich der Verwaltungsgemeinschaft durch das Tal der Zwönitz. Die B 95 verläuft etwas östlich des Gebietes. Die A 72 verläuft westlich der Gemeinde. Diese ist über die Anschlüsse Stollberg-Nord und Stollberg-West ca. 10 km zu erreichen. Das Gebiet  liegt im Mittleren Erzgebirge, ca. 20 km südlich von Chemnitz  und 15 km östlich der Kreisstadt Stollberg/Erzgeb. Die Höhen im Gemeinschaftsgebiet erreichen über 600 m ü. NN.

## Die Gemeinden mit ihren Ortsteilen
- Auerbach
- Gornsdorf
- Hormersdorf

## Daten
- Fläche: 23,76 km²
- Einwohnerzahl: 6869  (30. Dezember 2005)
- Bevölkerungsdichte: 289 Einwohner je km²
- Sitz der Verwaltung: Hauptstraße 83, 09392 Auerbach/Erz.
- Verwaltungsvorsitzender: Andreas Drechsel (Stand 2006)

## Auflösung
Die Gemeinderäte der drei Gemeinden beschlossen am 21. März 2008 die Veränderung der Verwaltungsgemeinschaft. Zwönitz und Hormersdorf riefen eine neue Gemeinschaft ins Leben. Die Gemeinden Auerbach, Gornsdorf und Burkhardtsdorf schlossen sich ebenfalls zu einer Verwaltungsgemeinschaft zusammen, wobei Burkhardtsdorf die erfüllende Gemeinde ist.